# Notre-Dame-des-Chaumes

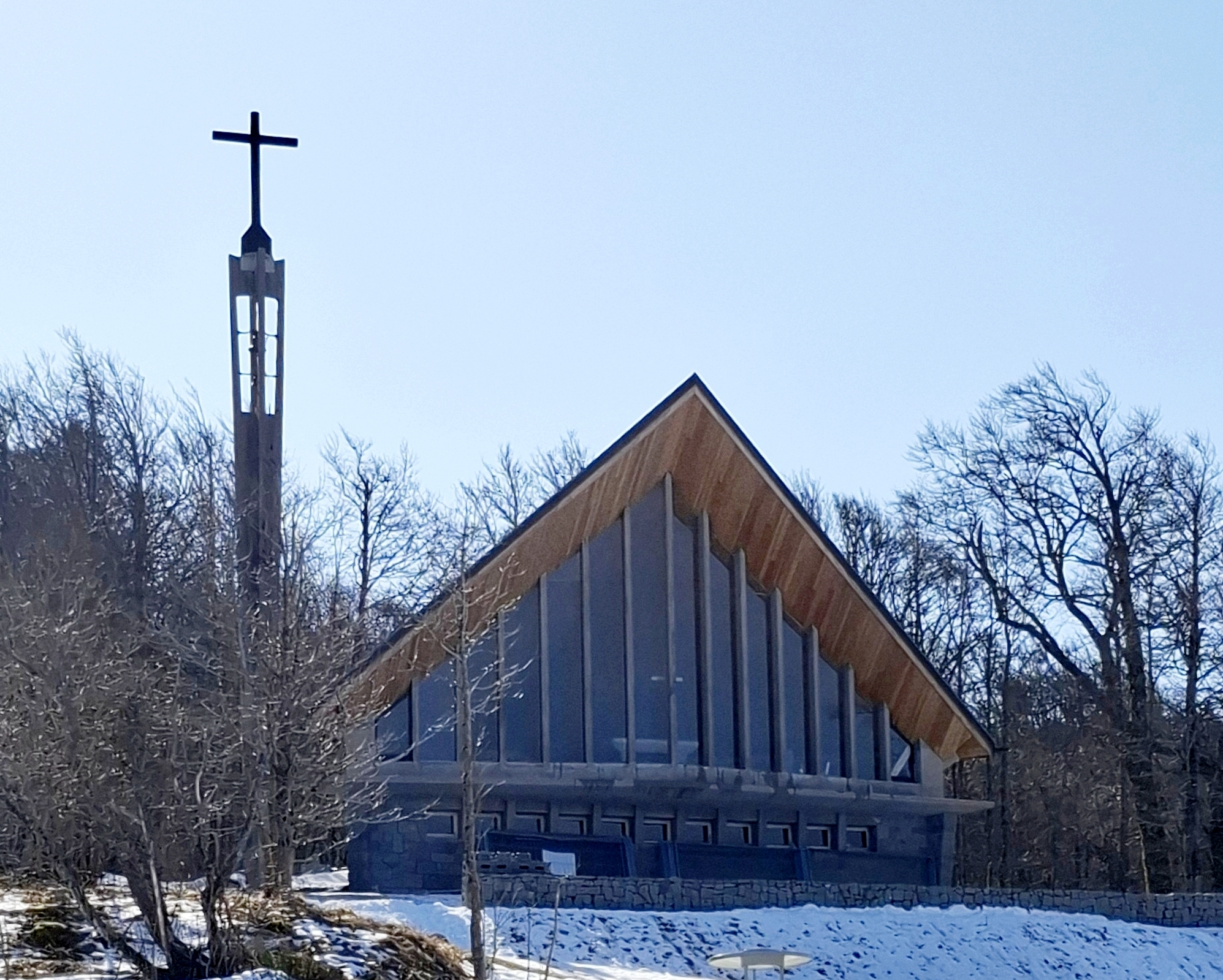
Kapelle Notre-Dame-des-Chaumes, 2025

Notre-Dame-des-Chaumes ist eine römisch-katholische Kapelle am Col de la Schlucht. Sie liegt auf 1150 m ü. NN auf dem Gebiet der Gemeinde Le Valtin.

## Geschichte
Die heutige Kapelle ersetzte einen Vorgängerbau, der 1938 durch die Familie Kiesgen auf dem Gebiet der Gemeinde Stosswihr nahe dem von der Familie betriebenen Hôtel du Chalet errichtet worden war und das Münstertal überragte. Diese Kapelle wurde während der Winterkämpfe 1944/45 schwer beschädigt und später abgetragen. Wegen der wachsenden Besucherzahl besonders in der Wintersaison entschloss man sich zu einem größeren Neubau. Die Pläne entwarf der Architekt Dominique-Alexandre Louis (1924–1991) aus Épinal. Die Bauleitung übernahm Maurice Ballard (1918–1986) aus Gérardmer. Den Bauplatz etwas oberhalb der Hotels stellte die Textilindustriellenfamilie Bazelaine aus Lesseux zur Verfügung. Grundsteinlegung war am 9. Juli 1959. Am 10. Januar 1960 wurde die Kapelle geweiht.
Die Kapelle gehört zur Pfarrei Notre-Dame-du-Val-de-Meurthe. Im Sommer finden dort Gottesdienste und Kulturveranstaltungen statt. Seit 2016 trägt sie das Label Architecture contemporaine remarquable.

## Architektur
Als Baumaterialien dienten Beton, Naturstein und Holz. Der Sakralraum unter einem pyramidenförmigen Dach erhebt sich über einem mit Granit verkleideten Sockelgeschoss (mit Pfarrerwohnung, Halle, Presbyteriumn und Heizraum). Der Innenraum ist holzverkleidet. Hinter dem Altar bietet ein Panoramafenster in der Giebelseite eine weite Sicht Richtung Nordwesten in die Natur der Vogesen. Ein freistehender Glockenträger östlich des Kapellenbaus dient zur Aufnahme von zwei Glocken.